# Liga dos Campeões da CEV de 2023–24
A Liga dos Campeões da CEV de 2023–24, (em inglês:  2023–24 CEV Champions League), foi a 65.ª edição da principal competição de clubes de voleibol masculino da Europa, organizada pela Confederação Europeia de Voleibol (CEV). O torneio teve início com as qualificatórias realizadas entre 24 de setembro e 12 de novembro de 2023, contando com a participação de 14 equipes. A fase principal do torneio ocorreu de 22 de novembro de 2023 a 5 de maio de 2024, envolvendo 20 equipes na disputa pelo título. Ao todo, 31 clubes participaram do campeonato.
Após chegar a sua terceira final em quatro anos, o italiano Itas Trentino conquistou seu quarto título da competição ao superar o Jastrzębski Węgiel, da Polônia, por 3 sets a 0. Com isso, garantiu a oportunidade de representar a Europa no Campeonato Mundial de Clubes de 2024.

## Formato da disputa
As equipes foram distribuídas proporcionalmente em 5 grupos com 4 equipes cada (com três jogos em mando de quadra e três jogos como visitante). Os vencedores de cada grupo avançaram diretamente para as quartas de final. Os segundos colocados e o melhor terceiro colocado disputaram os playoffs adicionais para avançarem para as quartas de final. Os demais terceiros colocados competiram nas quartas de final da Copa CEV de 2023–24.
A classificação foi determinada pelo número de partidas ganhas. Em caso de empate no número de partidas ganhas por duas ou mais equipes, sua classificação foi baseada nos seguintes critérios:
- resultado de pontos (placar de 3–0 ou 3–1 garantiu três pontos para a equipe vencedora e nenhum para a equipe derrotada; já o placar de 3–2 garantiu dois pontos para a equipe vencedora e um para a perdedora);
- quociente de set (o número total de sets ganhos dividido pelo número total de sets perdidos);
- quociente de pontos (o número total de pontos marcados dividido pelo número total de pontos perdidos);
- resultados de confrontos diretos entre as equipes em questão.

A fase dos playoffs reuniu as oito melhores equipes da fase de grupos, sendo as primeiras colocadas de cada grupo e as três melhores segunda colocadas. As equipes disputaram a fase das quartas de final, com jogos de ida e volta, obedecendo os critérios de pontuação (resultado de pontos). No caso de empate, disputaram o golden set.
A fase semifinal reuniu as quatro equipes classificadas com jogos de ida e volta, com golden set. As duas melhores equipes desta fase disputaram a final, sendo disputada em jogo único.

## Equipes participantes
Um total de 20 equipes participaram no torneio principal, com 17 clubes oriundos das vagas diretas destinada aos melhores ranqueados conforme ranking das Copas Europeias, as 3 equipes restantes foram oriundas da fase qualificatória. As seguintes equipes foram qualificadas para a disputa do torneio principal da Liga dos Campeões da CEV de 2023–24.
| Ranking | País      | Número de equipes | Número de equipes | Número de equipes | Equipes qualificadas       |
| Ranking | País      | Vagas             | Qual.             | Total             | Equipes qualificadas       |
| ------- | --------- | ----------------- | ----------------- | ----------------- | -------------------------- |
| 1       | Itália    | 3                 | –                 | 3                 | Itas Trentino              |
| 1       | Itália    | 3                 | –                 | 3                 | Cucine Lube Civitanova     |
| 1       | Itália    | 3                 | –                 | 3                 | Gas Sales Daiko Piacenza   |
| 2       | Polónia   | 3                 | –                 | 3                 | Jastrzębski Węgiel         |
| 2       | Polónia   | 3                 | –                 | 3                 | ZAKSA Kędzierzyn-Koźle     |
| 2       | Polónia   | 3                 | –                 | 3                 | Asseco Resovia Rzeszów     |
| 4       | Alemanha  | 3                 | –                 | 3                 | Berlin Recycling Volleys   |
| 4       | Alemanha  | 3                 | –                 | 3                 | VfB Friedrichshafen        |
| 4       | Alemanha  | 3                 | –                 | 3                 | SVG Lüneburg               |
| 5       | Bélgica   | 2                 | –                 | 2                 | Knack Roeselare            |
| 5       | Bélgica   | 2                 | –                 | 2                 | VC Greenyard Maaseik       |
| 6       | Turquia   | 2                 | –                 | 2                 | Ziraat Bankkart            |
| 6       | Turquia   | 2                 | –                 | 2                 | Halkbank Ankara            |
| 7       | Chéquia   | 2                 | –                 | 2                 | VK Lvi Praha               |
| 7       | Chéquia   | 2                 | –                 | 2                 | Jihostroj České Budějovice |
| 8       | França    | 1                 | –                 | 1                 | Tours Volley-Ball          |
| 9       | Eslovênia | 1                 | –                 | 1                 | ACH Volley Ljubljana       |
| 10      | Portugal  | 1                 | –                 | 1                 | Sport Lisboa e Benfica     |
| 16      | Roménia   | –                 | 1                 | 1                 | CS Arcada Galați           |
| 18      | Grécia    | –                 | 1                 | 1                 | Olympiacos Piraeus         |
| 27      | Espanha   | –                 | 1                 | 1                 | Guaguas Las Palmas         |

## Grupos
O sorteio dos grupos foi realizado em 19 de julho de 2023, na cidade de Luxemburgo.
| Grupo A                | Grupo B                | Grupo C                  | Grupo D                    | Grupo E                |
| ---------------------- | ---------------------- | ------------------------ | -------------------------- | ---------------------- |
| ZAKSA Kędzierzyn-Koźle | Itas Trentino          | Berlin Recycling Volleys | Jastrzębski Węgiel         | Cucine Lube Civitanova |
| Knack Roeselare        | Asseco Resovia Rzeszów | Gas Sales Daiko Piacenza | SVG Lüneburg               | VC Greenyard Maaseik   |
| Ziraat Bankkart        | Tours Volley-Ball      | Halkbank Ankara          | Jihostroj České Budějovice | VK Lvi Praha           |
| Olympiacos Piraeus     | ACH Volley Ljubljana   | Sport Lisboa e Benfica   | Guaguas Las Palmas         | CS Arcada Galați       |

## Fase de grupos
|  | Classificado para as quartas de final   |
|  | Classificado para os playoffs           |
|  | Classificado para a Copa CEV de 2023–24 |

- Todas as partidas em horário local.

### Grupo A
|     |                        |     | Jogos | Jogos | Jogos | Resultados | Resultados | Resultados | Resultados | Resultados | Resultados | Sets | Sets | Sets  | Pontos | Pontos | Pontos |
| Pos | Equipe                 | Pts | T     | V     | D     | 3–0        | 3–1        | 3–2        | 2–3        | 1–3        | 0–3        | V    | P    | R     | V      | P      | R      |
| --- | ---------------------- | --- | ----- | ----- | ----- | ---------- | ---------- | ---------- | ---------- | ---------- | ---------- | ---- | ---- | ----- | ------ | ------ | ------ |
| 1   | Ziraat Bankkart        | 16  | 6     | 6     | 0     | 2          | 2          | 2          | 0          | 0          | 0          | 18   | 6    | 3,000 | 544    | 508    | 1.071  |
| 2   | ZAKSA Kędzierzyn-Koźle | 8   | 6     | 3     | 3     | 0          | 1          | 2          | 1          | 0          | 2          | 11   | 14   | 0.786 | 550    | 558    | 0.986  |
| 3   | Olympiacos Piraeus     | 6   | 6     | 2     | 4     | 2          | 0          | 0          | 0          | 2          | 2          | 8    | 12   | 0.667 | 452    | 469    | 0.964  |
| 4   | Knack Roeselare        | 6   | 6     | 1     | 5     | 1          | 0          | 0          | 3          | 1          | 1          | 10   | 15   | 0.667 | 537    | 548    | 0.980  |

| Data   | Hora  |                        | Placar |                        | Set 1 | Set 2 | Set 3 | Set 4 | Set 5 | Total   | Relatório |
| ------ | ----- | ---------------------- | ------ | ---------------------- | ----- | ----- | ----- | ----- | ----- | ------- | --------- |
| 22 nov | 18:00 | ZAKSA Kędzierzyn-Koźle | 3–1    | Olympiacos Piraeus     | 23–25 | 25–20 | 28–26 | 31–29 |       | 107–100 | Relatório |
| 23 nov | 20:30 | Knack Roeselare        | 1–3    | Ziraat Bankkart        | 19–25 | 25–19 | 24–26 | 24–26 |       | 92–96   | Relatório |
| 29 nov | 19:00 | Olympiacos Piraeus     | 0–3    | Knack Roeselare        | 19–25 | 20–25 | 19–25 |       |       | 58–75   | Relatório |
| 29 nov | 20:00 | Ziraat Bankkart        | 3–2    | ZAKSA Kędzierzyn-Koźle | 26–24 | 25–22 | 18–25 | 19–25 | 15–12 | 103–108 | Relatório |
| 12 dez | 19:00 | Olympiacos Piraeus     | 1–3    | Ziraat Bankkart        | 18–25 | 25–20 | 20–25 | 22–25 |       | 85–95   | Relatório |
| 13 dez | 20:30 | Knack Roeselare        | 2–3    | ZAKSA Kędzierzyn-Koźle | 20–25 | 25–21 | 25–23 | 22–25 | 10–15 | 102–109 | Relatório |
| 19 dez | 18:00 | ZAKSA Kędzierzyn-Koźle | 0–3    | Ziraat Bankkart        | 21–25 | 17–25 | 21–25 |       |       | 59–75   | Relatório |
| 20 dez | 20:30 | Knack Roeselare        | 0–3    | Olympiacos Piraeus     | 25–27 | 21–25 | 12–25 |       |       | 58–77   | Relatório |
| 10 jan | 17:00 | Ziraat Bankkart        | 3–2    | Knack Roeselare        | 19–25 | 25–21 | 13–25 | 25–20 | 18–16 | 100–107 | Relatório |
| 11 jan | 19:30 | Olympiacos Piraeus     | 3–0    | ZAKSA Kędzierzyn-Koźle | 25–18 | 25–19 | 25–22 |       |       | 75–59   | Relatório |
| 17 jan | 20:00 | Ziraat Bankkart        | 3–0    | Olympiacos Piraeus     | 25–22 | 25–17 | 25–18 |       |       | 75–57   | Relatório |
| 17 jan | 20:30 | ZAKSA Kędzierzyn-Koźle | 3–2    | Knack Roeselare        | 22–25 | 19–25 | 27–25 | 25–16 | 15–12 | 108–103 | Relatório |

### Grupo B
|     |                        |     | Jogos | Jogos | Jogos | Resultados | Resultados | Resultados | Resultados | Resultados | Resultados | Sets | Sets | Sets  | Pontos | Pontos | Pontos |
| Pos | Equipe                 | Pts | T     | V     | D     | 3–0        | 3–1        | 3–2        | 2–3        | 1–3        | 0–3        | V    | P    | R     | V      | P      | R      |
| --- | ---------------------- | --- | ----- | ----- | ----- | ---------- | ---------- | ---------- | ---------- | ---------- | ---------- | ---- | ---- | ----- | ------ | ------ | ------ |
| 1   | Itas Trentino          | 16  | 6     | 5     | 1     | 3          | 2          | 0          | 1          | 0          | 0          | 17   | 5    | 3.400 | 531    | 464    | 1.144  |
| 2   | Tours Volley-Ball      | 12  | 6     | 4     | 2     | 2          | 2          | 0          | 0          | 1          | 1          | 13   | 8    | 1.625 | 493    | 482    | 1.023  |
| 3   | Asseco Resovia Rzeszów | 8   | 6     | 3     | 3     | 2          | 0          | 1          | 0          | 1          | 2          | 10   | 11   | 0.909 | 476    | 467    | 1.019  |
| 4   | ACH Volley Ljubljana   | 0   | 6     | 0     | 6     | 0          | 0          | 0          | 0          | 2          | 4          | 2    | 18   | 0.111 | 413    | 500    | 0.826  |

| Data   | Hora  |                        | Placar |                        | Set 1 | Set 2 | Set 3 | Set 4 | Set 5 | Total   | Relatório |
| ------ | ----- | ---------------------- | ------ | ---------------------- | ----- | ----- | ----- | ----- | ----- | ------- | --------- |
| 23 nov | 18:00 | Asseco Resovia Rzeszów | 1–3    | Tours Volley-Ball      | 22–25 | 23–25 | 25–21 | 21–25 |       | 91–96   | Relatório |
| 23 nov | 20:30 | Itas Trentino          | 3–1    | ACH Volley Ljubljana   | 25–15 | 20–25 | 25–18 | 26–24 |       | 96–82   | Relatório |
| 29 nov | 18:00 | ACH Volley Ljubljana   | 0–3    | Asseco Resovia Rzeszów | 21–25 | 23–25 | 21–25 |       |       | 65–75   | Relatório |
| 29 nov | 20:00 | Tours Volley-Ball      | 1–3    | Itas Trentino          | 17–25 | 22–25 | 25–23 | 19–25 |       | 83–98   | Relatório |
| 13 dez | 18:00 | Asseco Resovia Rzeszów | 0–3    | Itas Trentino          | 21–25 | 24–26 | 20–25 |       |       | 65–76   | Relatório |
| 13 dez | 18:00 | ACH Volley Ljubljana   | 1–3    | Tours Volley-Ball      | 25–22 | 23–25 | 23–25 | 18–25 |       | 89–97   | Relatório |
| 21 dez | 18:00 | Asseco Resovia Rzeszów | 3–0    | ACH Volley Ljubljana   | 25–16 | 25–16 | 25–19 |       |       | 75–51   | Relatório |
| 21 dez | 20:00 | Itas Trentino          | 3–0    | Tours Volley-Ball      | 27–25 | 25–22 | 25–18 |       |       | 77–65   | Relatório |
| 9 jan  | 20:30 | Tours Volley-Ball      | 3–0    | Asseco Resovia Rzeszów | 25–22 | 25–18 | 27–25 |       |       | 77–65   | Relatório |
| 10 jan | 18:00 | ACH Volley Ljubljana   | 0–3    | Itas Trentino          | 30–32 | 16–25 | 18–25 |       |       | 64–82   | Relatório |
| 17 jan | 20:00 | Tours Volley-Ball      | 3–0    | ACH Volley Ljubljana   | 25–21 | 25–19 | 25–22 |       |       | 75–62   | Relatório |
| 17 jan | 20:30 | Itas Trentino          | 2–3    | Asseco Resovia Rzeszów | 25–20 | 23–25 | 20–25 | 25–20 | 9–15  | 102–105 | Relatório |

### Grupo C
|     |                          |     | Jogos | Jogos | Jogos | Resultados | Resultados | Resultados | Resultados | Resultados | Resultados | Sets | Sets | Sets  | Pontos | Pontos | Pontos |
| Pos | Equipe                   | Pts | T     | V     | D     | 3–0        | 3–1        | 3–2        | 2–3        | 1–3        | 0–3        | V    | P    | R     | V      | P      | R      |
| --- | ------------------------ | --- | ----- | ----- | ----- | ---------- | ---------- | ---------- | ---------- | ---------- | ---------- | ---- | ---- | ----- | ------ | ------ | ------ |
| 1   | Gas Sales Daiko Piacenza | 15  | 6     | 5     | 1     | 3          | 2          | 0          | 0          | 1          | 0          | 16   | 5    | 3.200 | 510    | 468    | 1.090  |
| 2   | Halkbank Ankara          | 10  | 6     | 4     | 2     | 1          | 1          | 2          | 0          | 0          | 2          | 12   | 11   | 1.091 | 506    | 499    | 1.014  |
| 3   | Berlin Recycling Volleys | 10  | 6     | 3     | 3     | 2          | 1          | 0          | 1          | 1          | 1          | 12   | 10   | 1.200 | 504    | 504    | 1,000  |
| 4   | Sport Lisboa e Benfica   | 1   | 6     | 0     | 6     | 0          | 0          | 0          | 1          | 2          | 3          | 4    | 18   | 0.222 | 483    | 532    | 0.908  |

| Data   | Hora  |                          | Placar |                          | Set 1  | Set 2 | Set 3 | Set 4 | Set 5 | Total   | Relatório |
| ------ | ----- | ------------------------ | ------ | ------------------------ | ------ | ----- | ----- | ----- | ----- | ------- | --------- |
| 22 nov | 20:00 | Gas Sales Daiko Piacenza | 1–3    | Halkbank Ankara          | 19–25  | 18–25 | 25–19 | 21–25 |       | 83–94   | Relatório |
| 23 nov | 19:30 | Berlin Recycling Volleys | 3–0    | Sport Lisboa e Benfica   | 27–25  | 25–19 | 25–21 |       |       | 77–65   | Relatório |
| 29 nov | 17:00 | Halkbank Ankara          | 3–2    | Berlin Recycling Volleys | 19–25  | 25–21 | 19–25 | 29–27 | 15–10 | 107–108 | Relatório |
| 30 nov | 20:30 | Sport Lisboa e Benfica   | 1–3    | Gas Sales Daiko Piacenza | 21–25  | 23–25 | 25–22 | 23–25 |       | 92–97   | Relatório |
| 13 dez | 20:30 | Gas Sales Daiko Piacenza | 3–1    | Berlin Recycling Volleys | 25–23  | 25–22 | 22–25 | 25–19 |       | 97–89   | Relatório |
| 14 dez | 18:00 | Halkbank Ankara          | 3–0    | Sport Lisboa e Benfica   | 25–17  | 25–23 | 25–16 |       |       | 75–56   | Relatório |
| 20 dez | 19:30 | Berlin Recycling Volleys | 3–0    | Halkbank Ankara          | 25–22  | 25–23 | 25–22 |       |       | 75–67   | Relatório |
| 20 dez | 20:30 | Gas Sales Daiko Piacenza | 3–0    | Sport Lisboa e Benfica   | 30–28  | 25–21 | 28–26 |       |       | 83–75   | Relatório |
| 10 jan | 18:00 | Sport Lisboa e Benfica   | 1–3    | Berlin Recycling Volleys | 22–25, | 22–25 | 25–22 | 24–26 |       | 93–98   | Relatório |
| 10 jan | 20:00 | Halkbank Ankara          | 0–3    | Gas Sales Daiko Piacenza | 19–25  | 23–25 | 19–25 |       |       | 61–75   | Relatório |
| 17 jan | 19:00 | Sport Lisboa e Benfica   | 2–3    | Halkbank Ankara          | 21–25  | 25–19 | 25–18 | 18–25 | 13–15 | 102–102 | Relatório |
| 17 jan | 19:30 | Berlin Recycling Volleys | 0–3    | Gas Sales Daiko Piacenza | 15–25  | 23–25 | 19–25 |       |       | 57–75   | Relatório |

### Grupo D
|     |                            |     | Jogos | Jogos | Jogos | Resultados | Resultados | Resultados | Resultados | Resultados | Resultados | Sets | Sets | Sets  | Pontos | Pontos | Pontos |
| Pos | Equipe                     | Pts | T     | V     | D     | 3–0        | 3–1        | 3–2        | 2–3        | 1–3        | 0–3        | V    | P    | R     | V      | P      | R      |
| --- | -------------------------- | --- | ----- | ----- | ----- | ---------- | ---------- | ---------- | ---------- | ---------- | ---------- | ---- | ---- | ----- | ------ | ------ | ------ |
| 1   | Jastrzębski Węgiel         | 15  | 6     | 5     | 1     | 3          | 2          | 0          | 0          | 1          | 0          | 16   | 5    | 3.200 | 517    | 436    | 1.186  |
| 2   | Guaguas Las Palmas         | 10  | 6     | 3     | 3     | 1          | 2          | 0          | 1          | 1          | 1          | 12   | 11   | 1.091 | 532    | 502    | 1.060  |
| 3   | SVG Lüneburg               | 6   | 6     | 2     | 4     | 1          | 1          | 0          | 0          | 1          | 3          | 7    | 13   | 0.538 | 413    | 470    | 0.879  |
| 4   | Jihostroj České Budějovice | 5   | 6     | 2     | 4     | 1          | 0          | 1          | 0          | 2          | 2          | 8    | 14   | 0.571 | 465    | 519    | 0.896  |

| Data   | Hora  |                            | Placar |                            | Set 1 | Set 2 | Set 3 | Set 4 | Set 5 | Total   | Relatório |
| ------ | ----- | -------------------------- | ------ | -------------------------- | ----- | ----- | ----- | ----- | ----- | ------- | --------- |
| 22 nov | 19:00 | SVG Lüneburg               | 3–0    | Jihostroj České Budějovice | 26–24 | 25–20 | 25–15 |       |       | 76–59   | Relatório |
| 22 nov | 20:30 | Jastrzębski Węgiel         | 3–0    | Guaguas Las Palmas         | 30–28 | 25–16 | 26–24 |       |       | 81–68   | Relatório |
| 28 nov | 17:10 | Jihostroj České Budějovice | 0–3    | Jastrzębski Węgiel         | 19–25 | 27–29 | 26–28 |       |       | 72–82   | Relatório |
| 29 nov | 19:30 | Guaguas Las Palmas         | 1–3    | SVG Lüneburg               | 20–25 | 23–25 | 25–21 | 20–25 |       | 88–96   | Relatório |
| 13 dez | 19:00 | SVG Lüneburg               | 1–3    | Jastrzębski Węgiel         | 25–23 | 21–25 | 15–25 | 13–25 |       | 74–98   | Relatório |
| 13 dez | 19:30 | Guaguas Las Palmas         | 3–1    | Jihostroj České Budějovice | 25–17 | 24–26 | 25–16 | 25–21 |       | 99–80   | Relatório |
| 20 dez | 18:00 | Jastrzębski Węgiel         | 3–1    | Jihostroj České Budějovice | 21–25 | 25–17 | 25–17 | 25–17 |       | 96–76   | Relatório |
| 20 dez | 19:00 | SVG Lüneburg               | 0–3    | Guaguas Las Palmas         | 20–25 | 21–25 | 16–25 |       |       | 57–75   | Relatório |
| 9 jan  | 17:10 | Jihostroj České Budějovice | 3–0    | SVG Lüneburg               | 25–16 | 25–19 | 25–23 |       |       | 75–58   | Relatório |
| 11 jan | 20:00 | Guaguas Las Palmas         | 3–1    | Jastrzębski Węgiel         | 25–23 | 19–25 | 25–22 | 25–15 |       | 94–85   | Relatório |
| 17 jan | 17:10 | Jihostroj České Budějovice | 3–2    | Guaguas Las Palmas         | 25–23 | 18–25 | 20–25 | 25–23 | 15–12 | 103–108 | Relatório |
| 17 jan | 18:00 | Jastrzębski Węgiel         | 3–0    | SVG Lüneburg               | 25–17 | 25–16 | 25–19 |       |       | 75–52   | Relatório |

### Grupo E
|     |                        |     | Jogos | Jogos | Jogos | Resultados | Resultados | Resultados | Resultados | Resultados | Resultados | Sets | Sets | Sets  | Pontos | Pontos | Pontos |
| Pos | Equipe                 | Pts | T     | V     | D     | 3–0        | 3–1        | 3–2        | 2–3        | 1–3        | 0–3        | V    | P    | R     | V      | P      | R      |
| --- | ---------------------- | --- | ----- | ----- | ----- | ---------- | ---------- | ---------- | ---------- | ---------- | ---------- | ---- | ---- | ----- | ------ | ------ | ------ |
| 1   | Cucine Lube Civitanova | 16  | 6     | 5     | 1     | 5          | 0          | 0          | 1          | 0          | 0          | 17   | 3    | 5.667 | 481    | 412    | 1.167  |
| 2   | VK Lvi Praha           | 10  | 6     | 3     | 3     | 2          | 1          | 0          | 1          | 0          | 2          | 11   | 10   | 1.100 | 473    | 464    | 1.019  |
| 3   | VC Greenyard Maaseik   | 6   | 6     | 2     | 4     | 0          | 2          | 0          | 0          | 1          | 3          | 7    | 14   | 0.500 | 465    | 496    | 0.938  |
| 4   | CS Arcada Galați       | 4   | 6     | 2     | 4     | 0          | 0          | 2          | 0          | 2          | 2          | 8    | 16   | 0.500 | 499    | 5460   | 0.091  |

| Data   | Hora  |                        | Placar |                        | Set 1 | Set 2 | Set 3 | Set 4 | Set 5 | Total   | Relatório |
| ------ | ----- | ---------------------- | ------ | ---------------------- | ----- | ----- | ----- | ----- | ----- | ------- | --------- |
| 22 nov | 20:30 | Cucine Lube Civitanova | 3–0    | CS Arcada Galați       | 25–17 | 25–19 | 25–23 |       |       | 75–59   | Relatório |
| 22 nov | 20:30 | VC Greenyard Maaseik   | 0–3    | VK Lvi Praha           | 22–25 | 24–26 | 22–25 |       |       | 68–76   | Relatório |
| 29 nov | 18:00 | CS Arcada Galați       | 1–3    | VC Greenyard Maaseik   | 20–25 | 25–23 | 17–25 | 23–25 |       | 85–98   | Relatório |
| 30 nov | 18:00 | VK Lvi Praha           | 0–3    | Cucine Lube Civitanova | 22–25 | 17–25 | 23–25 |       |       | 62–75   | Relatório |
| 12 dez | 20:30 | VC Greenyard Maaseik   | 0–3    | Cucine Lube Civitanova | 22–25 | 25–27 | 24–26 |       |       | 71–78   | Relatório |
| 14 dez | 18:00 | CS Arcada Galați       | 3–2    | VK Lvi Praha           | 25–15 | 23–25 | 19–25 | 25–21 | 15–11 | 107–97  | Relatório |
| 21 dez | 20:30 | Cucine Lube Civitanova | 3–0    | VK Lvi Praha           | 25–20 | 25–23 | 25–23 |       |       | 75–66   | Relatório |
| 21 dez | 20:30 | VC Greenyard Maaseik   | 3–1    | CS Arcada Galați       | 25–23 | 23–25 | 25–23 | 25–14 |       | 98–85   | Relatório |
| 9 jan  | 18:00 | CS Arcada Galați       | 3–2    | Cucine Lube Civitanova | 21–25 | 25–23 | 25–20 | 16–25 | 15–10 | 102–103 | Relatório |
| 11 jan | 18:00 | VK Lvi Praha           | 3–1    | VC Greenyard Maaseik   | 22–25 | 25–17 | 25–23 | 25–13 |       | 97–78   | Relatório |
| 17 jan | 19:30 | VK Lvi Praha           | 3–0    | CS Arcada Galați       | 25–23 | 25–23 | 25–15 |       |       | 75–61   | Relatório |
| 17 jan | 20:30 | Cucine Lube Civitanova | 3–0    | VC Greenyard Maaseik   | 25–18 | 25–15 | 25–19 |       |       | 75–52   | Relatório |

## Chaveamento final
|  | Playoffs                 | Playoffs               | Playoffs               |                          |   | Quartas de final | Quartas de final | Quartas de final |  |  | Semifinais | Semifinais | Semifinais |  |  | Final | Final | Final |
|  |                          |                        |                        |                          |   |                  |                  |                  |  |  |            |            |            |  |  |       |       |       |
|  |                          |                        |                        |                          |   |                  |                  |                  |  |  |            |            |            |  |  |       |       |       |
|  |                          |                        |                        |                          |   |                  |                  |                  |  |  |            |            |            |  |  |       |       |       |
|  | Berlin Recycling Volleys | 3                      | 3                      |                          |   |                  |                  |                  |  |  |            |            |            |  |  |       |       |       |
|  | Berlin Recycling Volleys | 3                      | 3                      |                          |   |                  |                  |                  |  |  |            |            |            |  |  |       |       |       |
|  | Tours Volley-Ball        | 1                      | 0                      |                          |   |                  |                  |                  |  |  |            |            |            |  |  |       |       |       |
|  | Tours Volley-Ball        | 1                      | 0                      | Berlin Recycling Volleys | 0 | 0                |                  |                  |  |  |            |            |            |  |  |       |       |       |
|  |                          |                        |                        | Berlin Recycling Volleys | 0 | 0                |                  |                  |  |  |            |            |            |  |  |       |       |       |
|  |                          |                        | Itas Trentino          | 3                        | 3 |                  |                  |                  |  |  |            |            |            |  |  |       |       |       |
|  |                          |                        | Itas Trentino          | 3                        | 3 |                  |                  |                  |  |  |            |            |            |  |  |       |       |       |
|  |                          |                        |                        |                          |   |                  |                  |                  |  |  |            |            |            |  |  |       |       |       |
|  |                          |                        |                        |                          |   |                  |                  |                  |  |  |            |            |            |  |  |       |       |       |
|  | Itas Trentino            | 3                      | 2                      |                          |   |                  |                  |                  |  |  |            |            |            |  |  |       |       |       |
|  | Itas Trentino            | 3                      | 2                      |                          |   |                  |                  |                  |  |  |            |            |            |  |  |       |       |       |
|  |                          | Cucine Lube Civitanova | 1                      | 3                        |   |                  |                  |                  |  |  |            |            |            |  |  |       |       |       |
|  | ZAKSA Kędzierzyn-Koźle   | Cucine Lube Civitanova | 1                      | 3                        | 3 | 0                |                  |                  |  |  |            |            |            |  |  |       |       |       |
|  | ZAKSA Kędzierzyn-Koźle   |                        |                        |                          | 3 | 0                |                  |                  |  |  |            |            |            |  |  |       |       |       |
|  | Halkbank Ankara          | 2                      | 3                      |                          |   |                  |                  |                  |  |  |            |            |            |  |  |       |       |       |
|  | Halkbank Ankara          | 2                      | 3                      | Halkbank Ankara          | 1 | 1                |                  |                  |  |  |            |            |            |  |  |       |       |       |
|  |                          |                        |                        | Halkbank Ankara          | 1 | 1                |                  |                  |  |  |            |            |            |  |  |       |       |       |
|  |                          |                        | Cucine Lube Civitanova | 3                        | 3 |                  |                  |                  |  |  |            |            |            |  |  |       |       |       |
|  |                          |                        | Cucine Lube Civitanova | 3                        | 3 |                  |                  |                  |  |  |            |            |            |  |  |       |       |       |
|  |                          |                        |                        |                          |   |                  |                  |                  |  |  |            |            |            |  |  |       |       |       |
|  |                          |                        |                        |                          |   |                  |                  |                  |  |  |            |            |            |  |  |       |       |       |
|  | Itas Trentino            |                        |                        |                          |   |                  |                  |                  |  |  |            |            |            |  |  |       |       |       |
|  |                          |                        |                        |                          |   |                  |                  |                  |  |  |            |            |            |  |  |       |       |       |
|  |                          | Jastrzębski Węgiel     |                        |                          |   |                  |                  |                  |  |  |            |            |            |  |  |       |       |       |
|  |                          |                        |                        |                          |   |                  |                  |                  |  |  |            |            |            |  |  |       |       |       |
|  |                          |                        |                        |                          |   |                  |                  |                  |  |  |            |            |            |  |  |       |       |       |
|  |                          |                        |                        |                          |   |                  |                  |                  |  |  |            |            |            |  |  |       |       |       |
|  | Gas Sales Daiko Piacenza | 3                      | 0                      |                          |   |                  |                  |                  |  |  |            |            |            |  |  |       |       |       |
|  | Gas Sales Daiko Piacenza | 3                      | 0                      |                          |   |                  |                  |                  |  |  |            |            |            |  |  |       |       |       |
|  |                          |                        | Jastrzębski Węgiel     | 2                        | 3 |                  |                  |                  |  |  |            |            |            |  |  |       |       |       |
|  |                          |                        | Jastrzębski Węgiel     | 2                        | 3 |                  |                  |                  |  |  |            |            |            |  |  |       |       |       |
|  |                          |                        |                        |                          |   |                  |                  |                  |  |  |            |            |            |  |  |       |       |       |
|  |                          |                        |                        |                          |   |                  |                  |                  |  |  |            |            |            |  |  |       |       |       |
|  | Jastrzębski Węgiel       | 3                      | 3                      |                          |   |                  |                  |                  |  |  |            |            |            |  |  |       |       |       |
|  | Jastrzębski Węgiel       | 3                      | 3                      |                          |   |                  |                  |                  |  |  |            |            |            |  |  |       |       |       |
|  |                          | Ziraat Bankkart        | 0                      | 2                        |   |                  |                  |                  |  |  |            |            |            |  |  |       |       |       |
|  | Guaguas Las Palmas       | Ziraat Bankkart        | 0                      | 2                        | 3 | 1                |                  |                  |  |  |            |            |            |  |  |       |       |       |
|  | Guaguas Las Palmas       |                        |                        |                          | 3 | 1                |                  |                  |  |  |            |            |            |  |  |       |       |       |
|  | VK Lvi Praha             | 0                      | 3                      |                          |   |                  |                  |                  |  |  |            |            |            |  |  |       |       |       |
|  | VK Lvi Praha             | 0                      | 3                      | Guaguas Las Palmas       | 1 | 3                |                  |                  |  |  |            |            |            |  |  |       |       |       |
|  |                          |                        |                        | Guaguas Las Palmas       | 1 | 3                |                  |                  |  |  |            |            |            |  |  |       |       |       |
|  |                          |                        | Ziraat Bankkart        | 3                        | 0 |                  |                  |                  |  |  |            |            |            |  |  |       |       |       |
|  |                          |                        | Ziraat Bankkart        | 3                        | 0 |                  |                  |                  |  |  |            |            |            |  |  |       |       |       |
|  |                          |                        |                        |                          |   |                  |                  |                  |  |  |            |            |            |  |  |       |       |       |
|  |                          |                        |                        |                          |   |                  |                  |                  |  |  |            |            |            |  |  |       |       |       |
|  |                          |                        |                        |                          |   |                  |                  |                  |  |  |            |            |            |  |  |       |       |       |

## Playoffs
| Equipe 1                 | Total         | Equipe 2          | 1.º jogo | 2.º jogo |
| ------------------------ | ------------- | ----------------- | -------- | -------- |
| Berlin Recycling Volleys | 6–0           | Tours Volley-Ball | 3–1      | 3–0      |
| ZAKSA Kędzierzyn-Koźle   | 2–4           | Halkbank Ankara   | 3–2      | 0–3      |
| Guaguas Las Palmas       | 3–3 (15–8 gs) | VK Lvi Praha      | 3–0      | 1–3      |

### Primeira rodada
| Data   | Hora  |                          | Placar |                   | Set 1 | Set 2 | Set 3 | Set 4 | Set 5 | Total   | Relatório |
| ------ | ----- | ------------------------ | ------ | ----------------- | ----- | ----- | ----- | ----- | ----- | ------- | --------- |
| 30 jan | 18:30 | Guaguas Las Palmas       | 3–0    | VK Lvi Praha      | 25–23 | 25–23 | 26–24 |       |       | 76–70   | Relatório |
| 31 jan | 19:30 | Berlin Recycling Volleys | 3–1    | Tours Volley-Ball | 25–17 | 20–25 | 25–13 | 25–22 |       | 95–77   | Relatório |
| 31 jan | 20:30 | ZAKSA Kędzierzyn-Koźle   | 3–2    | Halkbank Ankara   | 21–25 | 25–22 | 25–21 | 16–25 | 15–12 | 102–105 | Relatório |

### Segunda rodada
| Data       | Hora       |                   | Placar |                          | Set 1 | Set 2 | Set 3 | Set 4 | Set 5 | Total | Relatório |
| ---------- | ---------- | ----------------- | ------ | ------------------------ | ----- | ----- | ----- | ----- | ----- | ----- | --------- |
| 7 fev      | 18:00      | Halkbank Ankara   | 3–0    | ZAKSA Kędzierzyn-Koźle   | 32–30 | 25–21 | 25–22 |       |       | 82–73 | Relatório |
| 7 fev      | 19:30      | VK Lvi Praha      | 3–1    | Guaguas Las Palmas       | 25–21 | 25–21 | 22–25 | 25–22 |       | 97–89 | Relatório |
| Golden set | Golden set | VK Lvi Praha      | 8–15   | Guaguas Las Palmas       |       |       |       |       |       |       |           |
| 8 fev      | 20:00      | Tours Volley-Ball | 0–3    | Berlin Recycling Volleys | 22–25 | 18–25 | 22–25 |       |       | 62–75 | Relatório |

## Quartas de final
| Equipe 1                 | Total         | Equipe 2               | 1.º jogo | 2.º jogo |
| ------------------------ | ------------- | ---------------------- | -------- | -------- |
| Berlin Recycling Volleys | 0–6           | Itas Trentino          | 0–3      | 0–3      |
| Halkbank Ankara          | 0–6           | Cucine Lube Civitanova | 1–3      | 1–3      |
| Gas Sales Daiko Piacenza | 2–4           | Jastrzębski Węgiel     | 3–2      | 0–3      |
| Guaguas Las Palmas       | 3–3 (7–15 gs) | Ziraat Bankkart        | 1–3      | 3–0      |

### Primeira rodada
| Data   | Hora  |                          | Placar |                        | Set 1 | Set 2 | Set 3 | Set 4 | Set 5 | Total   | Relatório |
| ------ | ----- | ------------------------ | ------ | ---------------------- | ----- | ----- | ----- | ----- | ----- | ------- | --------- |
| 21 fev | 18:00 | Halkbank Ankara          | 1–3    | Cucine Lube Civitanova | 21–25 | 21–25 | 27–25 | 22–25 |       | 91–100  | Relatório |
| 21 fev | 19:30 | Berlin Recycling Volleys | 0–3    | Itas Trentino          | 18–25 | 17–25 | 17–25 |       |       | 52–75   | Relatório |
| 21 fev | 20:30 | Gas Sales Daiko Piacenza | 3–2    | Jastrzębski Węgiel     | 19–25 | 30–28 | 25–16 | 22–25 | 15–11 | 111–105 | Relatório |
| 22 fev | 18:30 | Guaguas Las Palmas       | 1–3    | Ziraat Bankkart        | 25–17 | 23–25 | 21–25 | 23–25 |       | 92–92   | Relatório |

### Segunda rodada
| Data       | Hora       |                        | Placar |                          | Set 1 | Set 2 | Set 3 | Set 4 | Set 5 | Total | Relatório |
| ---------- | ---------- | ---------------------- | ------ | ------------------------ | ----- | ----- | ----- | ----- | ----- | ----- | --------- |
| 28 fev     | 19:00      | Ziraat Bankkart        | 0–3    | Guaguas Las Palmas       | 17–25 | 21–25 | 18–25 |       |       | 56–75 | Relatório |
| Golden set | Golden set | Ziraat Bankkart        | 15–7   | Guaguas Las Palmas       |       |       |       |       |       |       |           |
| 28 fev     | 18:00      | Jastrzębski Węgiel     | 3–0    | Gas Sales Daiko Piacenza | 25–22 | 26–24 | 25–21 |       |       | 76–67 | Relatório |
| 28 fev     | 20:30      | Cucine Lube Civitanova | 3–1    | Halkbank Ankara          | 25–23 | 20–25 | 25–15 | 25–23 |       | 95–86 | Relatório |
| 29 fev     | 20:30      | Itas Trentino          | 3–0    | Berlin Recycling Volleys | 25–19 | 25–20 | 25–22 |       |       | 75–61 | Relatório |

## Semifinais
| Equipe 1           | Total | Equipe 2               | 1.º jogo | 2.º jogo |
| ------------------ | ----- | ---------------------- | -------- | -------- |
| Itas Trentino      | 4–2   | Cucine Lube Civitanova | 3–1      | 2–3      |
| Jastrzębski Węgiel | 5–1   | Ziraat Bankkart        | 3–0      | 3–2      |

### Primeira rodada
| Data   | Hora  |                    | Placar |                        | Set 1 | Set 2 | Set 3 | Set 4 | Set 5 | Total | Relatório |
| ------ | ----- | ------------------ | ------ | ---------------------- | ----- | ----- | ----- | ----- | ----- | ----- | --------- |
| 13 mar | 20:30 | Itas Trentino      | 3–1    | Cucine Lube Civitanova | 25–17 | 16–25 | 25–18 | 25–23 |       | 91–83 | Relatório |
| 13 mar | 20:30 | Jastrzębski Węgiel | 3–0    | Ziraat Bankkart        | 25–13 | 25–18 | 30–28 |       |       | 80–59 | Relatório |

### Segunda rodada
| Data   | Hora  |                        | Placar |                    | Set 1 | Set 2 | Set 3 | Set 4 | Set 5 | Total   | Relatório |
| ------ | ----- | ---------------------- | ------ | ------------------ | ----- | ----- | ----- | ----- | ----- | ------- | --------- |
| 20 mar | 19:00 | Ziraat Bankkart        | 2–3    | Jastrzębski Węgiel | 32–34 | 25–27 | 25–16 | 25–21 | 7–15  | 114–113 | Relatório |
| 21 mar | 20:30 | Cucine Lube Civitanova | 3–2    | Itas Trentino      | 26–24 | 20–25 | 22–25 | 25–18 | 15–9  | 108–101 | Relatório |

## Final
- Local: Pavilhão Desportivo de Antália, Antália

| Data  | Hora  |               | Placar |                    | Set 1 | Set 2 | Set 3 | Set 4 | Set 5 | Total | Relatório |
| ----- | ----- | ------------- | ------ | ------------------ | ----- | ----- | ----- | ----- | ----- | ----- | --------- |
| 5 mai | 17:00 | Itas Trentino | 3–0    | Jastrzębski Węgiel | 25–20 | 25–22 | 25–21 |       |       | 75–63 | Relatório |

## Classificação final
| Posição        | Equipe                 |
| -------------- | ---------------------- |
| Campeão        | Itas Trentino          |
| Vice-campeão   | Jastrzębski Węgiel     |
| Semifinalistas | Cucine Lube Civitanova |
| Semifinalistas | Ziraat Bankkart        |

| Liga dos Campões da CEV de 2023–24 |
| ---------------------------------- |
| Itas Trentino Campeão (4.º título) |

| Elenco |
| --- |
| Gabriele Nelli, Wout D'Heer, Jan Kozamernik, Alessandro Michieletto, Riccardo Sbertoli, Oreste Cavuto, Domenico Pace, Martin Berger, Kamil Rychlicki, Giulio Magalini, Gabriele Laurenzano, Daniele Lavia, Marko Podraščanin, Alessandro Acquarone |
| Técnico |
| Fabio Soli |

## Prêmios individuais
A seleção do campeonato foi composta pelos seguintes jogadores de acordo com o voto público através da página oficial da CEV:
| - Melhor oposto Nimir Abdel-Aziz (Halkbank Ankara) - Melhor levantador Luciano De Cecco (Cucine Lube Civitanova) - Melhor líbero Jakub Popiwczak (Jastrzębski Węgiel) | - Melhores ponteiros Alessandro Michieletto (Itas Trentino) Matthew Anderson (Halkbank Ankara) - Melhores centrais Graham Vigrass (Guaguas Las Palmas) Norbert Huber (Jastrzębski Węgiel) |